# CHiPs (film)
Pour les articles homonymes, voir Chips et Chip.
Pour plus de détails, voir Fiche technique et Distribution.
CHiPs est une comédie policière américaine réalisée par Dax Shepard et sortie en 2017.
Le film met en scène Castillo, agent du FBI à Miami, qui appréhende un gang de braqueurs de banque qu'il avait infiltré. De son côté, Jonathan « Jon » Baker, ancien pilote de motocross acrobatique, intègre l'académie de la California Highway Patrol. Malgré ses résultats médiocres, cet homme en plein divorce parvient à séduire ses supérieurs par son habileté à moto. Alors qu'un gang à motos attaque un fourgon blindé, la CHP suspecte certains de ses membres. L'agent Castillo est donc envoyé pour enquêter sous couverture sous le nom de Francis Llewellyn Poncherello. Il va avoir comme équipier la toute nouvelle recrue, Jon Baker.
C'est l'adaptation de la série télévisée du même nom, créée par Rick Rosner (également producteur du film), diffusée entre le 15 septembre 1977 au 18 septembre 1983.

## Synopsis
Dans la ville de Miami, l'agent Castillo du FBI , abat une équipe de braqueurs de banque. Dans le même temps, l'ancien pilote de motocross Jon Baker s'inscrit à la California Highway Patrol Academy. Malgré son faible score d'aptitude dans tous les domaines, le Sgt. Gail Hernandez sympathise avec Jon, notant qu'il peut conduire une moto mieux que la majorité des cadets qu'elle a formés et lui accorde un diplôme probatoire.
Sur une autoroute californienne, une équipe de motards attaque un fourgon blindé . Un membre, "LT", accuse le garde et son petit ami du CHP TJ de l'avoir volé. En guise de punition, LT informe TJ sur la fréquence de la police qu'il doit choisir qui vit; lui ou son copain. TJ se tue finalement.
À Miami, Castillo est informé que le CHP a demandé l'aide du FBI dans le cambriolage du fourgon blindé, estimant qu'un réseau de police corrompu est impliqué. Étant donné le pseudonyme de Francis Llewellyn "Ponch" Poncherello, Ponch est associé à Baker, avant de rendre ostensiblement hommage à la veuve de TJ à la maison. Baker note qu'il n'y a pas une seule mention élogieuse, image ou autre effet qu'un pilote d'hélicoptère aurait dans la maison et identifie précisément les vélos utilisés dans le braquage comme étant le Ducati Hypermotard 939 . Le gang de motards fait une autre tentative sur une camionnette blindée. L'équipage échappe à Ponch et Baker sur la Ducatis plus rapide après une longue poursuite à travers Elysian Park. LT, méfiant des enquêtes approfondies de Ponch sur les braquages, découvre par ses contacts du FBI qu'il est sous couverture, tandis que Ponch obtient également une piste potentielle sur un appartement occupé par TJ et conclut que TJ devait avoir été corrompu car il n'aurait pas été abordable. sur son salaire. Sentant que quelque chose ne va toujours pas, Ponch et Baker visitent à nouveau la maison de TJ. Bien qu'il soit impliqué dans une bagarre avec Parish, Ponch reconnaît qu'il ne fait pas partie du cercle corrompu, après avoir suggéré que "LT" pourrait en réalité signifier Lieutenant . Ils arrivent plus tard sur le profil du lieutenant Raymond Kurtz et, bien que le suspectant, n'ont aucune preuve pour l'épingler aux braquages.
Le FBI découvre une piste prometteuse vers une maison de la drogue à Venise , ce qui incite Ponch et Baker à réagir. Au cours d'une longue poursuite avec l'un des membres d'équipage, l'officier Brian Grieves informe secrètement LT que le suspect impliqué est son fils. En traversant un pont, le suspect est décapité par le fil industriel étendu d'un véhicule de dépannage. LT arrive et percute Baker qui était à sa poursuite. Parish arrive dans son hélicoptère de police et transporte par avion un Baker inconscient à l'hôpital.
Petersen congédie Ponch pour avoir désobéi à ses ordres de rester à l'écart de la piste du FBI. Baker découvre également que son ex-femme Karen avec qui Baker vivait a vendu sa maison alors qu'il était à l'hôpital sans le lui dire. Chez Ponch, Baker identifie le motard décapité comme étant Raymond Reed Kurtz Jr, le reliant au fils du lieutenant CHP Ray Kurtz et confirmant leurs soupçons antérieurs. Ray kidnappe Karen et la retient en otage dans sa maison sécurisée, mais Ponch et Baker sauvent Karen alors que l'officier Ava Perez arrive avec un renfort mais est attaqué par les associés de Ray.
Ray tire sur trois des doigts de Ponch, le laissant incapable de riposter et s'appuie plutôt sur le mauvais objectif de Baker pour riposter. Changeant son objectif de compenser, Baker fait exploser accidentellement un engin explosif qui neutralise Ray et ses gardes restants, que Perez et les autres officiers arrêtent. Ray arrive, mais est renforcé par l'officier Lindsey Taylor et tient ensuite Baker sous la menace d'une arme. Ponch intervient quelques instants avant que Ray ne tire un coup dans le bras de Baker qui ricoche sur un implant en titane et frappe Ray à la tête, le tuant instantanément.
Baker est chargé dans une ambulance pour être soigné pour ses blessures. Karen propose de le rejoindre à l'hôpital, mais Baker réalise finalement à quel point elle se soucie peu de lui et décline son offre. Ponch reçoit de la morphine par un ambulancier.
Scène intra-générique
Castillo reçoit un appel de Peterson, qui lui propose de revenir au FBI. Castillo refuse cependant, préférant rester à la CHP.

## Fiche technique
Sauf indication contraire, les informations mentionnées dans cette section peuvent être confirmées par la base de données cinématographiques IMDb,  présente dans la section « Liens externes ».
- Titre original et français : CHiPs
- Réalisation : Dax Shepard
- Scénario : Dax Shepard, d'après la série télévisée CHiPS créée par Rick Rosner
- Musique : Fil Eisler
- Montage : Dan Lebental
- Décors : Maher Ahmad
- Direction artistique : Nick Ralbovsky
- Costumes : Diane Crooke
- Production : Ravi D. Mehta, Dax Shepard et Andrew Panay
  - Production délégué : Rick Rosner
- Sociétés de production : Warner Bros., RatPac-Dune Entertainment, Panay Films et Primate Pictures
- Société de distribution : Warner Bros.
- Pays de production :  États-Unis
- Langue originale : anglais
- Budget : 25 millions de dollars[1]
- Genre : comédie policière, action
- Durée : 101 minutes
- Date de sortie :
  - États-Unis : 20 mars 2017 (avant-première au Grauman's Chinese Theatre)
  - États-Unis : 24 mars 2017
  - France : 1er août 2017 (en vidéo)

## Distribution
- Dax Shepard (VF : Philippe Allard) : Jonathan « Jon » Baker
- Michael Peña (VF : Nicolas Matthys) : l'agent Castillo / Frank « Ponch » Poncherello
- Vincent D'Onofrio (VF : Martin Spinhayer) : le lieutenant Ray Kurtz
- Rosa Salazar (VF : Marie Van Boven) : l'officier Ava Perez
- Jessica McNamee (VF : Sophie Frison) : l'officier Lindsey Taylor
- Adam Brody (VF : Laurent Vernin) : Clay Allen
- Isiah Whitlock Jr. (VF : Erwin Grunspan) : Peterson
- Richard T. Jones : Parish
- Ryan Hansen (VF : Pierre Lognay) : Brian Grieves
- Jane Kaczmarek (VF : Colette Sodoyez) : la capitaine Jane Lindel
- Phil Tyler (VF : Michelangelo Marchese) : Cooper
- Justin Chatwin : Raymond Reed Kurtz Jr.
- Vida Guerra : Ann
- David Koechner (VF : Franck Dacquin) : Pat
- Andrew Howard (VF : Pascal Gruselle) : Arnaud
- Merrin Dungey (VF : Nathalie Hons) : Joy Jackson
- Ed Begley Jr. : le conducteur de la Ferrari
- Kristen Bell (VF : Mélanie Dambermont) : Karen Baker
- Megalyn Echikunwoke : Patricia Eerly
- Jackie Tohn : Amy Stephenson
- Ben Falcone : le policier à vélo
- Mae Whitman : Beebee
- Josh Duhamel : Rick (non crédité)
- Erik Estrada : l'infirmier dans l'ambulance (caméo non crédité)
- Adam Rodríguez : Shamus (non crédité)
- Maya Rudolph (VF : Fabienne Loriaux) : le sergent Gail Hernandez (non créditée)

## Production

### Genèse et développement
Un projet d'adaptation cinématographique de la série télévisée Chips a longtemps été envisagé. En 2005, Warner Bros. engage les scénaristes Paul A. Kaplan et Mark Torgove pour en faire une comédie policière. En septembre 2014, la Warner Bros. annonce que le film sera finalement réalisé et écrit par Dax Shepard.

### Attribution des rôles
Dès 2005, Wilmer Valderrama était attaché au rôle de Ponch. En 2006, Chris Evans est annoncé pour l'autre rôle principal, Jon Baker. Ces rôles reviendront finalement quelques années plus tard à Michael Peña et Dax Shepard.
En mai 2015, Vincent D'Onofrio rejoint la distribution dans le rôle de l'antagoniste principal.
En septembre 2015, Adam Brody et Rosa Salazar décrochent un rôle. Leur arrivée est suivie par celle de Kristen Bell, la compagne de Dax Shepard. Quelques jours plus tard, Jessica McNamee est engagée pour incarner Lindsey Taylor, une jeune officier de la California Highway Patrol.
En novembre 2015, Jane Kaczmarek obtient le rôle d'un capitaine de la police.
Larry Wilcox (le Jon originel) n'apparaît pas dans le film mais Erik Estrada (le Ponch originel) fait une apparition (un caméo) en tant qu'urgentiste à la fin.

### Tournage
Le tournage débute le 21 octobre 2015 à Los Angeles,.

## Sortie
La sortie américaine était initialement prévue pour le 11 août 2017. Elle est finalement avancée au 24 mars 2017. En France, le film est directement sorti en DVD le 1er août 2017

## Accueil

### Critique
Le film reçoit des critiques globalement négatives. Sur l'agrégateur américain Rotten Tomatoes, il n'obtient que 16% d'opinions favorables, avec une note moyenne de 3,6/10 pour 93 critiques. Sur Metacritic, CHiPs ne décroche qu'une note de 28/100 pour 26 critiques. Owen Gleiberman, célèbre critique du journal américain Variety, écrit notamment « Le modèle du film est - ou aurait dû être - la version cinéma 21 Jump Street et sa suite, mais les deux réalisateurs [...], Phil Lord et Chris Miller, savaient comment passer de la comédie au suspense tout en jouant avec l'absurdité du média. Shepard, lui, ne fait qu'asperger l'action avec des plaisanteries exagérées, comme s'il servait les dieux de comédie d'action en collant les ingrédients habituels dans un mélangeur et appuyant sur purée. » Simon Abrams, du site RogerEbert.com, donne une note de 0,5/4.

### Box-office
| Pays ou région    | Box-office   | Date d'arrêt du box-office | Nombre de semaines |
| ----------------- | ------------ | -------------------------- | ------------------ |
| États-Unis Canada | 18 475 493 $ | 4 mai 2017                 | 6                  |
| Mondial           | 25 375 493 $ | 11 mai 2017                | en cours           |